# 1stdibs
1stdibs (estilizado como 1stDibs) es una empresa de comercio electrónico. Posee un mercado en línea que vende artículos de lujo, como muebles de alta gama para diseño de interiores, piezas de bellas artes y joyería escasa. La empresa ha sido reconocida por "impulsar el negocio de las antigüedades hacia el siglo XXI". Fue fundada originalmente en París y actualmente tiene su sede en la ciudad de Nueva York.

## Historia
1stDibs fue fundada en 2000 por Michael Bruno como una tienda en línea de antigüedades de lujo, luego de haber visitado el mercadillo Marché aux Puces en París. 1stDibs.com comenzó como un sitio de listados para que los oferentes de arte vendieran fuera de línea, pero el sitio fue rediseñado en el año 2013 para brindar a los compradores la opción de comprar artículos en línea y de forma directa con el oferente.
La empresa ha recibido elogios por su seguridad, al restringir sus listados a distribuidores autorizados por motivos del resguardo de autenticidad, y también para impedir que los distribuidores completen una negociación fuera de línea evitando la evasión de las comisiones de la empresa.
En 2015, 1stDibs recaudó 50 millones de dólares de la firma de capital riesgo Insight Venture Partners. Parte de esa financiación se destinó para comprar todas las acciones de Michael Bruno, quien se había alejado de las operaciones diarias. Junto con este aumento de capital, se incorporó a Deven Parekh de Insight a la junta directiva de la empresa.
En marzo de 2019, la compañía completó una ronda de financiación del tipo Series D de 76 millones de dólares. Luego recibió 170 millones de dólares en financiación y tiene una valoración de más de 500 millones de dólares. En febrero de 2019, 1stDibs trabajaba con más de 4000 distribuidores en 28 países.
En diciembre de 2019, 1stDibs cerró su ubicación física en Terminal Stores, luego de que el nuevo propietario del edificio comenzara un proyecto de construcción a gran escala.
En marzo de 2021, debido al aumento de las compras online como resultado de la pandemia de COVID-19 y al aumento de la demanda a través de la red social Instagram, 1stDibs mostró un aumento del 20% en la demanda de sus productos antiguos, y algunas categorías aumentaron un 80%.
En junio de 2021, la empresa ingresó a la bolsa de Nasdaq, con el símbolo DIBS.